# Luiz Alberto da Silva Oliveira
Luiz Alberto Da Silva Oliveira es un exfutbolista brasileño nacido el 1 de diciembre de 1977 en Río de Janeiro. 

## Carrera futbolística
Su posición es la de zaguero central, con características aguerridas y desempeñó una larga trayectoria en diferentes equipos de Brasil y Europa, desde que se inició en 1997 en el Clube de Regatas do Flamengo de su país natal. Fue contratado por el equipo argentino  Boca Juniors, luego de quedar libre de su último club, el Fluminense Football Club. El 19 de abril de 2010, rescindió su contrato con el club brasilero.
El día 25 de febrero debuta en la Primera División del fútbol argentino en el equipo de Boca Juniors, con la dirigencia de Daniel Alves, ahogandose en su primer entrenamiento. Su primer partido sería contra Estudiantes de La Plata. El partido terminó 1-1, con gran actuación del brasileño. 

## Clubes
| Club               | País      | Año         |
| ------------------ | --------- | ----------- |
| Flamengo           | Brasil    | 1996 - 1999 |
| Deportes La Serena | Chile     | 2000        |
| Saint-Étienne      | Francia   | 2000 - 2001 |
| Real Sociedad      | España    | 2001 - 2002 |
| Grêmio             | Brasil    | 2002        |
| Internacional      | Brasil    | 2003        |
| Atlético Mineiro   | Brasil    | 2004        |
| Real Sociedad      | España    | 2004 - 2005 |
| Santos FC          | Brasil    | 2005 - 2006 |
| Unión Española     | Chile     | 2007        |
| Fluminense         | Brasil    | 2008 - 2009 |
| Boca Juniors       | Argentina | 2009 - 2010 |
| Fluminense         | Brasil    | 2010 - 2012 |
| Club Irapuato      | México    | 2013        |
| Paranaense         | Brasil    | 2014        |
| Zamora F.C.        | Venezuela | 2015        |
| América Mineiro    | Brasil    | 2016        |
| Liga de Loja       | Ecuador   | 2017        |

## Palmarés
| Torneo                                 | Club       | Año            |
| -------------------------------------- | ---------- | -------------- |
| Copa de Oro Nicolás Leoz               | Flamengo   | 1996           |
| Campeonato Carioca                     | Flamengo   | 1996-1999-2000 |
| Taça Rio                               | Flamengo   | 1996-2000      |
| Copa de Campeones Mundiales Brasileños | Flamengo   | 1997           |
| Copa Mercosur                          | Flamengo   | 1999           |
| Taça Guanabara                         | Flamengo   | 1999           |
| Campeonato Paulista                    | Santos FC  | 2006           |
| Brasileirão                            | Fluminense | 2007           |